# Schtonk!
Schtonk! é um filme de drama alemão de 1992 dirigido e escrito por Helmut Dietl. Foi indicado ao Oscar de melhor filme estrangeiro na edição de 1993, representando a Alemanha.

## Elenco
- Götz George – Hermann Willié
- Uwe Ochsenknecht – Fritz Knobel
- Christiane Hörbiger – Freya von Hepp
- Dagmar Manzel - Biggi
- Veronica Ferres – Martha
- Ulrich Mühe – Dr. Wieland
- Harald Juhnke – Pit Kummer
- Hermann Lause – Kurt Glück
- Martin Benrath – Uwe Esser